# DVD6C
DVD6C는 DVD 생산의 라이선스를 주는 그룹으로 산업 컨소시엄으로 DVD 디스크 플레이어와 드라이브, 레코더, 디코더 그리고 인코더의 생산에 요구되는 특허 포트폴리오를 라이선스해 준다.
이 그룹은 9개 구성원, 곧 히타치 제작소, JVC, 마쓰시타 전기산업, 파나소닉, 미쓰비시, 산요, 샤프, 도시바, 워너 홈비디오와 삼성전자로 구성된다.

## 같이 보기
- MPEG LA